# Down to Earth (álbum de Ozzy Osbourne)
Down to Earth é o oitavo álbum de estúdio de Ozzy Osbourne. Lançado em 16 de outubro de 2001, chegou à posição número 19 na UK Albums Chart e número quatro na Billboard 200 americana. "O Ozzfest estava indo bem", Osbourne explicou. "E só queria ser igual ao Grateful Dead e continuar fazendo turnês, mas a gravadora disse que eles queriam um novo álbum."
Down to Earth gerou apenas dois singles, embora ambos tenham chegado ao top dez da Hot Mainstream Rock Tracks dos Estados Unidos e número 18 na UK Albums Chart.
Tirando suas contribuições para regravações do material anterior de Ozzy, Down to Earth é o único álbum de estúdio de Osbourne a apresentar o baixista Robert Trujillo, que entrou para o Metallica em 2003. Foi o primeiro álbum de Osbourne a apresentar o baterista Mike Bordin, anteriormente do Faith No More, embora ele tenha tocado ao vivo com Osbourne desde 1996. Embora ele toque no álbum, o guitarrista Zakk Wylde não contribuiu como compositor pela primeira vez desde que ingressou na banda de Osbourne em 1988, porque muitas das músicas foram escritas antes de Wylde voltar à banda. O guitarrista anterior de Osbourne, Joe Holmes, participou da composição e Osbourne escolheu usar compositores externos, como o produtor Tim Palmer e o colaborador do Aerosmith, Marti Frederiksen.
"Trabalhar com Tim nesse álbum me lembrou do falecido Randy Rhoads", Ozzy comentou sobre Palmer. "Se não fosse por ele, não haveria um álbum... Ele tem uma paciência incrível, assim como Randy."

## Faixas
| N.º            | Título                 | Compositor(es)                                     | Duração |  |
| 1.             | "Gets Me Through"      | Ozzy Osbourne, Tim Palmer                          | 5:04    |  |
| 2.             | "Facing Hell"          | Osbourne, Palmer, Scott Humphrey, Geoff Nicholls   | 4:25    |  |
| 3.             | "Dreamer"              | Osbourne, Marti Frederiksen, Mich Jones            | 4:44    |  |
| 4.             | "No Easy Way Out"      | Osbourne, Palmer                                   | 5:06    |  |
| 5.             | "That I Never Had"     | Osbourne, Frederiksen, Joe Holmes, Robert Trujillo | 4:23    |  |
| 6.             | "You Know... (Part 1)" | Osbourne, Palmer                                   | 1:06    |  |
| 7.             | "Junkie"               | Osbourne, Frederiksen, Holmes, Trujillo            | 4:28    |  |
| 8.             | "Running Out of Time"  | Osbourne, Frederiksen, Jones                       | 5:05    |  |
| 9.             | "Black Illusion"       | Osbourne, Palmer, Nicholls, Andy Sturmer           | 4:21    |  |
| 10.            | "Alive"                | Osbourne, Danny Saber                              | 4:54    |  |
| 11.            | "Can You Hear Them?"   | Osbourne, Frederiksen, Holmes, Trujillo            | 4:58    |  |
| Duração total: | Duração total:         | Duração total:                                     | 48:34   |  |

| Bônus da edição japonesa |                       |                            |         |  |
| N.º                      | Título                | Compositor(es)             | Duração |  |
| 12.                      | "No Place for Angels" | Osbourne, Palmer, Nicholls | 3:23    |  |
| Duração total:           | Duração total:        | Duração total:             | 51:57   |  |

| Críticas profissionais                                                      | Críticas profissionais |
| Avaliações da crítica                                                       | Avaliações da crítica  |
| Fonte                                                                       | Avaliação              |
| --------------------------------------------------------------------------- | ---------------------- |
| AMG                                                                         | [ 3 ]                  |
| Esta tabela precisa de ser acompanhada por texto em prosa. Consulte o guia. |                        |

## Músicos
- Ozzy Osbourne - vocal
- Zakk Wylde - guitarra
- Danny Saber - guitarra
- Robert Trujillo - baixo
- Mike Bordin - bateria
- Tim Palmer - guitarra, bateria, teclado, vocal de apoio

## Desempenho comercial
| Year | Chart                    | Position |
| ---- | ------------------------ | -------- |
| 2001 | Swedish Albums Chart     | 1        |
| 2001 | Top Canadian Albums      | 2        |
| 2001 | Billboard 200 (USA)      | 4        |
| 2001 | Finnish Albums Chart     | 9        |
| 2001 | Norwegian Albums Chart   | 12       |
| 2001 | German Albums Chart      | 15       |
| 2001 | UK Albums Chart          | 19       |
| 2001 | Italian Albums Chart     | 22       |
| 2001 | Danish Albums Chart      | 30       |
| 2001 | Polish Album Chart       | 32       |
| 2001 | New Zealand Albums Chart | 41       |
| 2001 | Australian Albums Chart  | 46       |
| 2001 | Swiss Albums Top 100     | 47       |
| 2001 | French Albums Chart      | 104      |
| 2002 | Austrian Top 40 Albums   | 25       |

| Year | Single            | Chart                       | Position |
| ---- | ----------------- | --------------------------- | -------- |
| 2001 | "Gets Me Through" | Mainstream Rock (USA)       | 2        |
| 2001 | "Gets Me Through" | Swedish Singles Chart       | 27       |
| 2001 | "Gets Me Through" | German Singles Chart        | 89       |
| 2001 | "Dreamer"         | Mainstream Rock (USA)       | 10       |
| 2002 | "Dreamer"         | German Singles Chart        | 2        |
| 2002 | "Dreamer"         | Austrian Top 40 Singles     | 2        |
| 2002 | "Dreamer"         | Danish Singles Chart        | 3        |
| 2002 | "Dreamer"         | Swiss Singles Top 100       | 10       |
| 2002 | "Dreamer"         | UK Singles Chart            | 18       |
| 2003 | "Dreamer"         | Belgian Ultratop (Flanders) | 6        |
| 2003 | "Dreamer"         | Finnish Singles Chart       | 13       |
| 2003 | "Dreamer"         | Dutch MegaCharts            | 15       |

## Certifications
| Região                                              | Certificação | Vendas     |
| --------------------------------------------------- | ------------ | ---------- |
| Canadá (Music Canada)                               | Platina      | 100,000^   |
| Dinamarca (IFPI Dinamarca)                          | Ouro         | 25,000^    |
| Reino Unido (BPI)                                   | Prata        | 60,000^    |
| Estados Unidos (RIAA)                               | Platina      | 1,000,000^ |
| ^números de vendas baseados somente na certificação |              |            |